# Western swing
Western swing (ook wel countryswing genoemd) is een oude stroming binnen de country-and-westernmuziek.
Western swing ontstond in de jaren 20 van de twintigste eeuw. Swing en andere jazz-elementen werden verweven met oude, meestal uit Texas en Oklahoma afkomstige muziek, maar ook met de polka en volksmuziek. Kenmerkende instrumenten zijn de elektrische gitaar, de steelgitaar, de pedalsteelgitaar en de fiddle.
Western swing was oorspronkelijk vooral muziek door snaarinstrumenten, de in het zuidwesten van de Verenigde Staten meest gebruikte instrumenten in die tijd. Later werden ook blaasinstrumenten toegepast; de danszalen werden groter en de bands moesten meer volume produceren. De bovengenoemde snaarinstrumenten bleven echter de meeste soli spelen. Bekende namen zijn: Bob Wills and his Texas Playboys, The Light Crust Doughboys, Tex Williams, The Sons of the Pioneers, The New Riders of the Purple Sage, Milton Brown and his Musical Brownies, Leon McAuliffe, Spade Cooley, Hank Thompson en Al Dexter.
De ontwikkeling van de western swing ging gelijk op met die van de jazzswing. In de eerste jaren leek western swing op een op snaarinstrumenten gespeelde variant van de neworleansjazz. Dit is niet verwonderlijk, aangezien de muziek toen nog niet zo in hokjes werd ingedeeld als in de jaren 40 zou gebeuren.